# Парк, Эван
Эван Декстер О’Нил Парк (англ. Evan Dexter O’Neal Parke; род. 2 января 1968, Кингстон, Ямайка) — ямайский актёр. Наиболее известен ролью Хейса в «Кинг-Конге» 2005 года.

## Биография и карьера
Родился в Кингстоне, Ямайка, вырос в Бруклине, Нью-Йорк.
В 2018 году получил роль в пилотной серии сериала Salvage.
Сыграл и озвучил Лютера в игре «Detroit: Become Human».
Дружит с актёром Чадом Л. Коулменом.

## Видеоигры
- 2005 — Peter Jackson’s King Kong: The Official Game of the Movie, Хейз
- 2018 — Detroit: Стать человеком, Лютер

## Фильмография
- 2014 — Первый мститель: Другая война (Агент S.H.I.E.L.D)
- 2012 — Джанго освобождённый[3], Багхед
- 2008 — Все дороги ведут домой, Бэшем
- 2008 — Пожираемые заживо, Чарльз
- 2007 — Воздух, которым я дышу, Дэнни
- 2005 — Кинг-Конг, Хейc[4][5]
- 2005 — Братство, второй бездомный мужчина
- 2005 — Поцелуй навылет, Охранник клиники Декстера
- 2001 — Планета обезьян[1], Гуннар
- 2000 — Дублёры, Малькольм Ла Монт
- 1999 — Правила виноделов, Джек

## Телевидение
- 2022 — Первая леди — Аллен Тейлор[6]
- 2018 — Чёрный список, детектив Норман Синглтон
- 2017 — Голубая кровь[1], Дуван Браун
- 2010—2012 — Молодые и дерзкие, Районный прокурор/Спенсер Уолш
- 2010 — Отчаянные домохозяйки[3], Дерек Йегер
- 2007 — Без следа, Френк Коул
- 2006 — Закон и порядок: Преступное намерение, Горро
- 2005 — E-Ring, Камал
- 2005 — Зачарованные, Кан
- 2003—2004 — Dragnet, детектив Реймонд Купер
- 2002 — Second String, Mumms[?]
- 2002 — My Brother’s Keeper, Младший
- 2001—2002 — Шпионка, Чарли
- 1999 — Как вращается мир (Судья Бланшар)
- 1997—1998 — Все мои дети (Рейф)

## Премии
| Год  | Премия                  | Номинация               | Результат | Прим.       |
| ---- | ----------------------- | ----------------------- | --------- | ----------- |
| 2005 | Spike Video Game Awards | Лучший актерский состав | Победа    | [ 7 ] [ 8 ] |